# Shaquil Delos
Shaquil Delos (Les Lilas, 16 giugno 1999) è un calciatore francese, difensore del Grenoble.

## Carriera
Cresciuto nello Chambly, ha esordito in prima squadra il 17 maggio 2019, nella partita di Championnat National persa per 2-1 contro il Le Mans; il 13 dicembre seguente segna la prima rete tra i professionisti, in occasione dell'incontro di Ligue 2 vinto per 3-1 contro il Niort. Il 14 giugno 2021, rimasto svincolato, viene tesserato dal Nancy, con cui firma un triennale. Dopo la retrocessione del club biancorosso, il 25 agosto 2022 si trasferisce in prestito all'Estoril Praia.

## Statistiche

### Presenze e reti nei club
Statistiche aggiornate al 9 novembre 2022.
| Stagione        | Squadra         | Campionato      | Campionato | Campionato | Coppe nazionali | Coppe nazionali | Coppe nazionali | Coppe continentali | Coppe continentali | Coppe continentali | Altre coppe | Altre coppe | Altre coppe | Totale | Totale |
| Stagione        | Squadra         | Comp            | Pres       | Reti       | Comp            | Pres            | Reti            | Comp               | Pres               | Reti               | Comp        | Pres        | Reti        | Pres   | Reti   |
| --------------- | --------------- | --------------- | ---------- | ---------- | --------------- | --------------- | --------------- | ------------------ | ------------------ | ------------------ | ----------- | ----------- | ----------- | ------ | ------ |
| mag. 2019       | Chambly         | CN              | 1          | 0          | CF              | -               | -               | -                  | -                  | -                  | -           | -           | -           | 1      | 0      |
| 2019-2020       | Chambly         | L2              | 8          | 1          | CF+CdL          | 2+1             | 0               | -                  | -                  | -                  | -           | -           | -           | 11     | 1      |
| 2020-2021       | Chambly         | L2              | 33         | 3          | CF              | 1               | 0               | -                  | -                  | -                  | -           | -           | -           | 34     | 3      |
| Totale Chambly  | Totale Chambly  | Totale Chambly  | 42         | 4          |                 | 4               | 0               |                    | -                  | -                  |             | -           | -           | 46     | 4      |
| 2021-2022       | Nancy           | L2              | 33         | 0          | CF              | 3               | 0               | -                  | -                  | -                  | -           | -           | -           | 36     | 0      |
| 2022-2023       | Estoril Praia   | PL              | 4          | 0          | CP+CdL          | 2+0             | 0               | -                  | -                  | -                  | -           | -           | -           | 6      | 0      |
| Totale carriera | Totale carriera | Totale carriera | 79         | 4          |                 | 9               | 0               |                    | -                  | -                  |             | -           | -           | 88     | 4      |